# Фрико
Фрико (на фриульском fricò) — традиционное блюдо Фриули, региона на северо-востоке Италии, состоящее в основном из расплавленного сыра и, по желанию, других ингредиентов, например, картофеля, лука. Первоначально фрико готовили в бедных регионах как способ переработки сырной корки. Есть две популярные версии блюда: одна мягкая и толстая, которую обычно подают нарезанной ломтиками; а другая тонкая и хрустящая, которую можно использовать как гарнир или как закуску. Хотя мягкая версия имеет давние традиции, история тонкой версии оспаривается.

## История
Первые рецепты фрико датируются примерно 1450 годом и описаны Маэстро Мартино да Комо, поваром камерленго патриарха Аквилеи, в его работе «De Arte Coquinaria». 
Фрико присутствует почти на всех фриульских фестивалях и праздничных застольях, но для него также есть несколько специальных мероприятий: одно в Карпакко-ди-Диньяно (так называемый Sagre dal frico) и во Флайбано (фестиваль A tutto frico), где также готовят типичный местный пряный вариант с травами. Фрико очень широко распространён в ресторанах и горных хижинах, настолько, что в Страссольдо, в Червиньяно-дель-Фриули, с 1996 года существует «Фрихерия», которая предлагает 24 варианта фрико, начиная от рецептов с травами, вяленым мясом, и заканчивая сладкими с фруктами или мёдом.
Традиционно хрустящий фрико с холодной полентой был типичной едой лесоруба, идеально подходящей для тяжелой работы в холодных альпийских горах.
Фрико имеет сходство с другим альпийским блюдом, рёшти.

## Приготовление

### Мягкий фрико
Мягкий фрико готовится из сыра с высоким содержанием жира, обычно Монтазио, часто с картофелем и луком или, по желанию, с другими овощами (кабачки, лук-порей, шпинат), напоминает запеканку или омлет. После нарезки картофель и лук обжаривают на большой сковороде с маслом. Затем в кастрюлю добавляют равное количество тёртого сыра. Смесь прессуется в кастрюле, чтобы сформировать тонкий пирог. Его обжаривают с одной стороны, пока сыр не расплавится и не станет хрустящим и золотистым. После осторожного переворачивания фрико подрумянивается с другой стороны.
В то время как Монтазио является типичным сыром для фрико, могут использоваться и другие сыры, такие как сыр Азиаго, или даже смеси сыров.
Его можно подавать с полентой и красным вином.

### Тонкий фрико

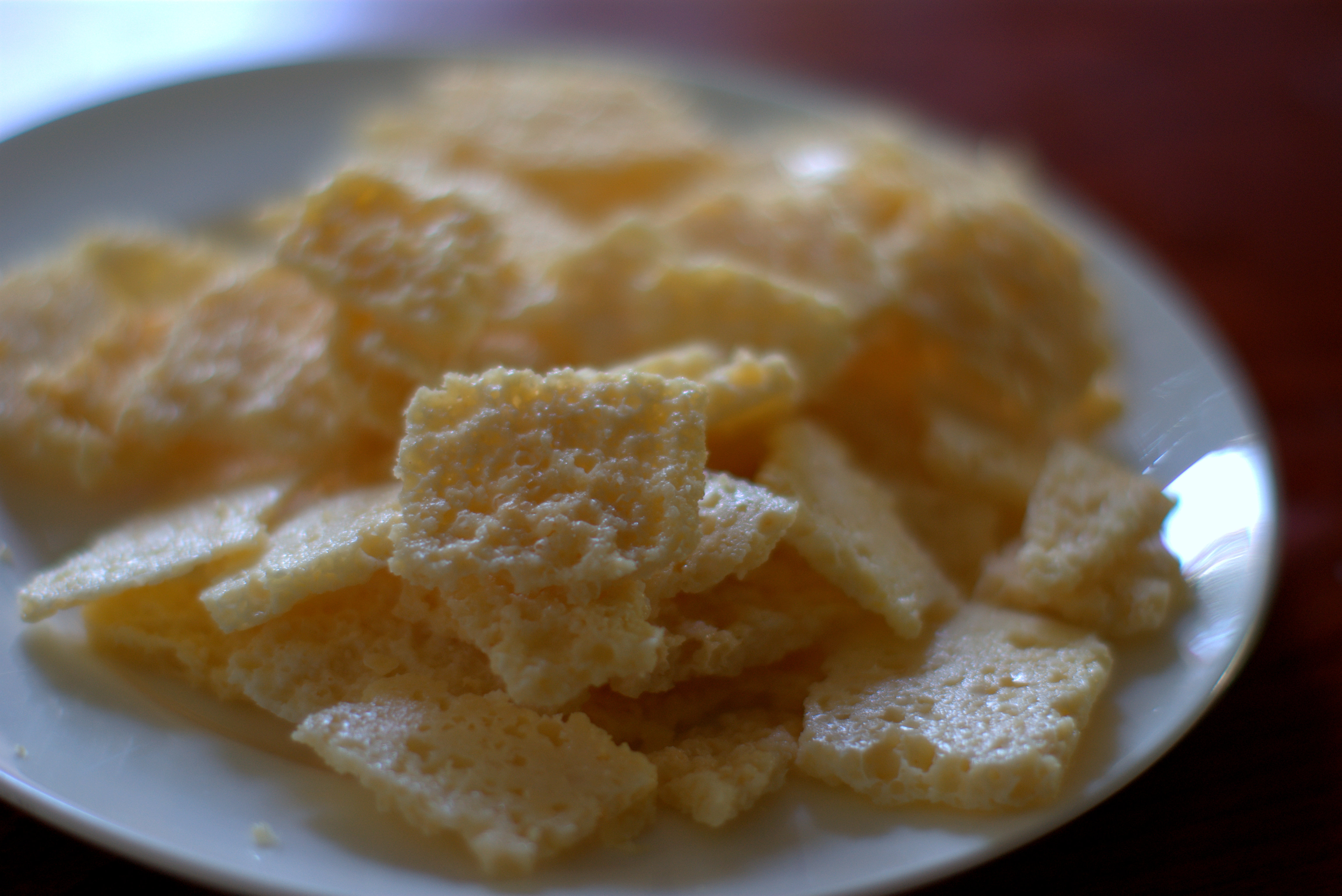
Тонкий фрико

Для второго варианта на сковороду или в духовку кладут тонкий слой тёртого сыра и готовят, пока он не станет податливым и слегка хрустящим, как чипсы. Пока фрико остается тёплым, его для формирования можно поместить в корзины, чашки или другие декоративные формы.